# Langrayen brun
Artamus fuscus
Espèce
Statut de conservation UICN

 LC  : Préoccupation mineure
Le Langrayen brun (Artamus fuscus), langrayen gris ou langrayen cendré, est une espèce de petits passereaux de la famille des Artamidae originaire d'Asie méridionale.
Domaines biogéographiques : Écozone Indomalaise et migrateurs.

## Habitat
Forêt : sèche, humide de plaine, montagneuse humide;

Savane : sèche;

Zones artificielles terrestres : terrain agricole, ancienne forêt.

## Gallerie

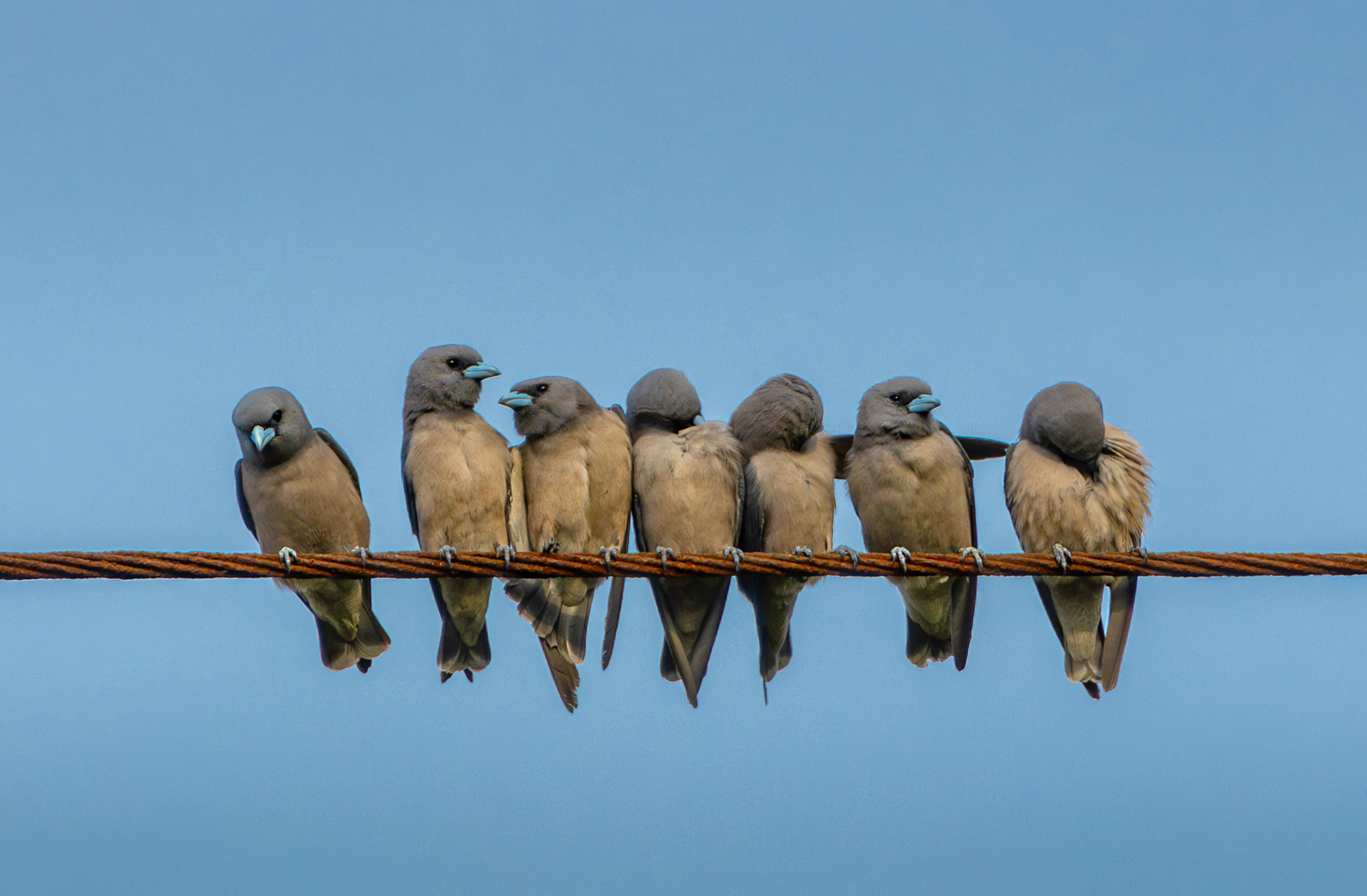
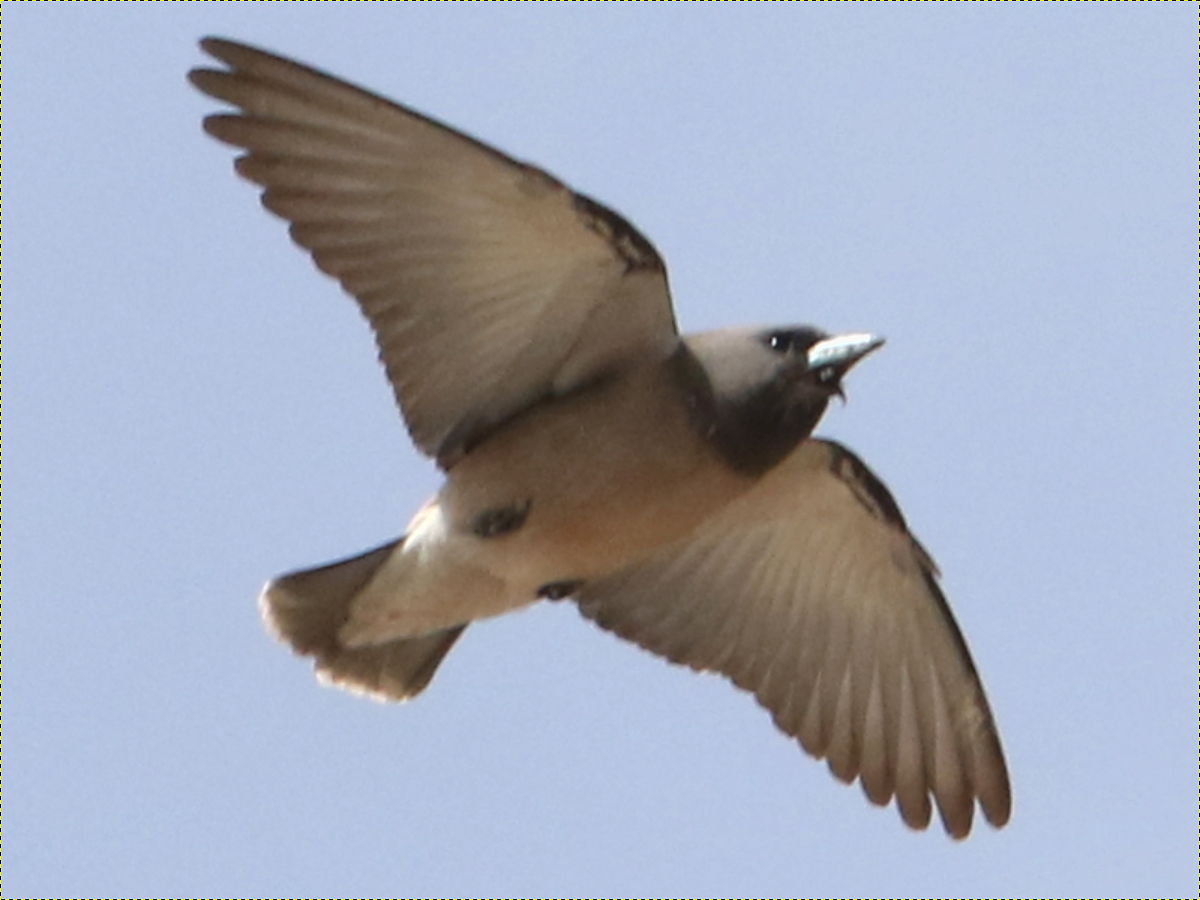
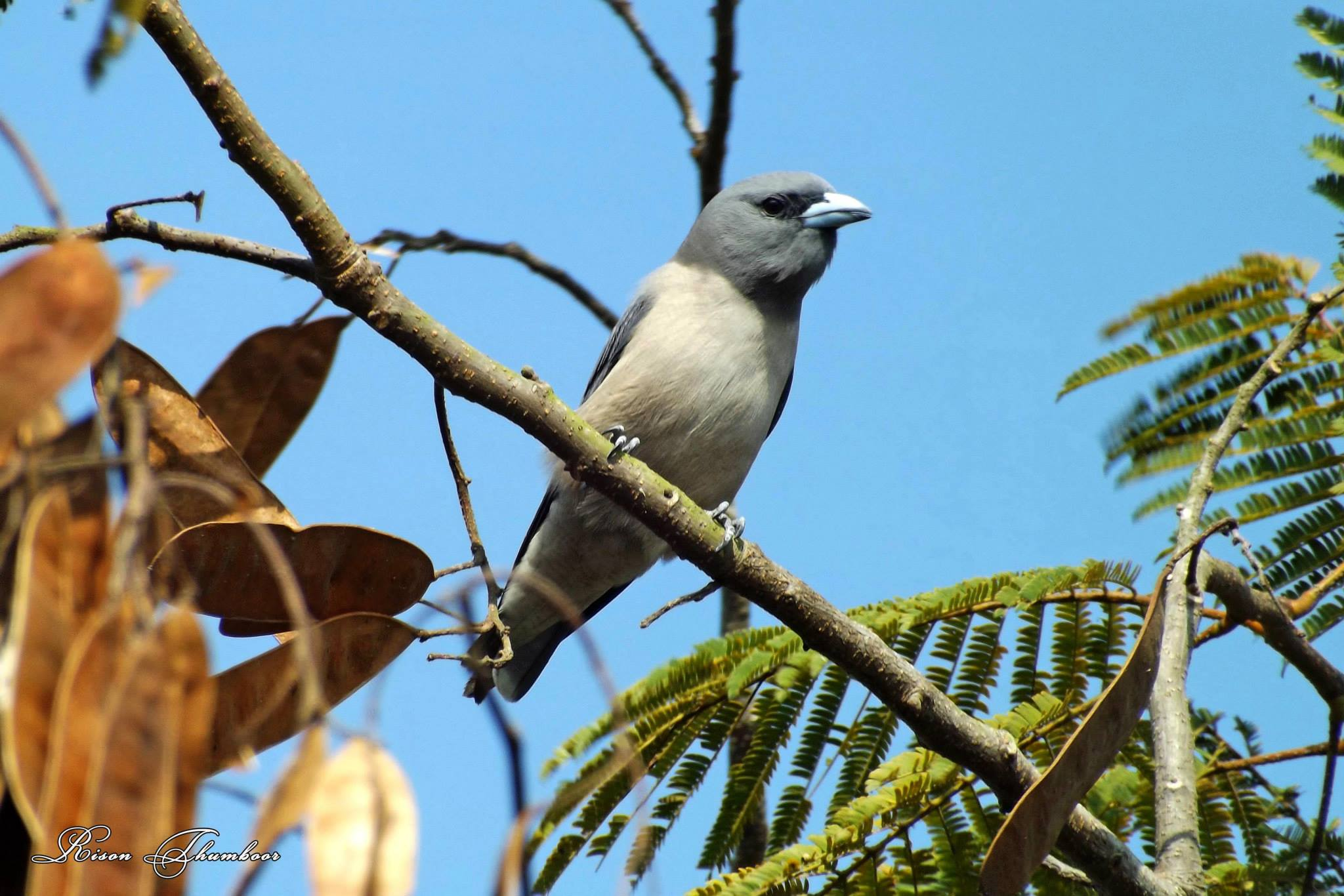
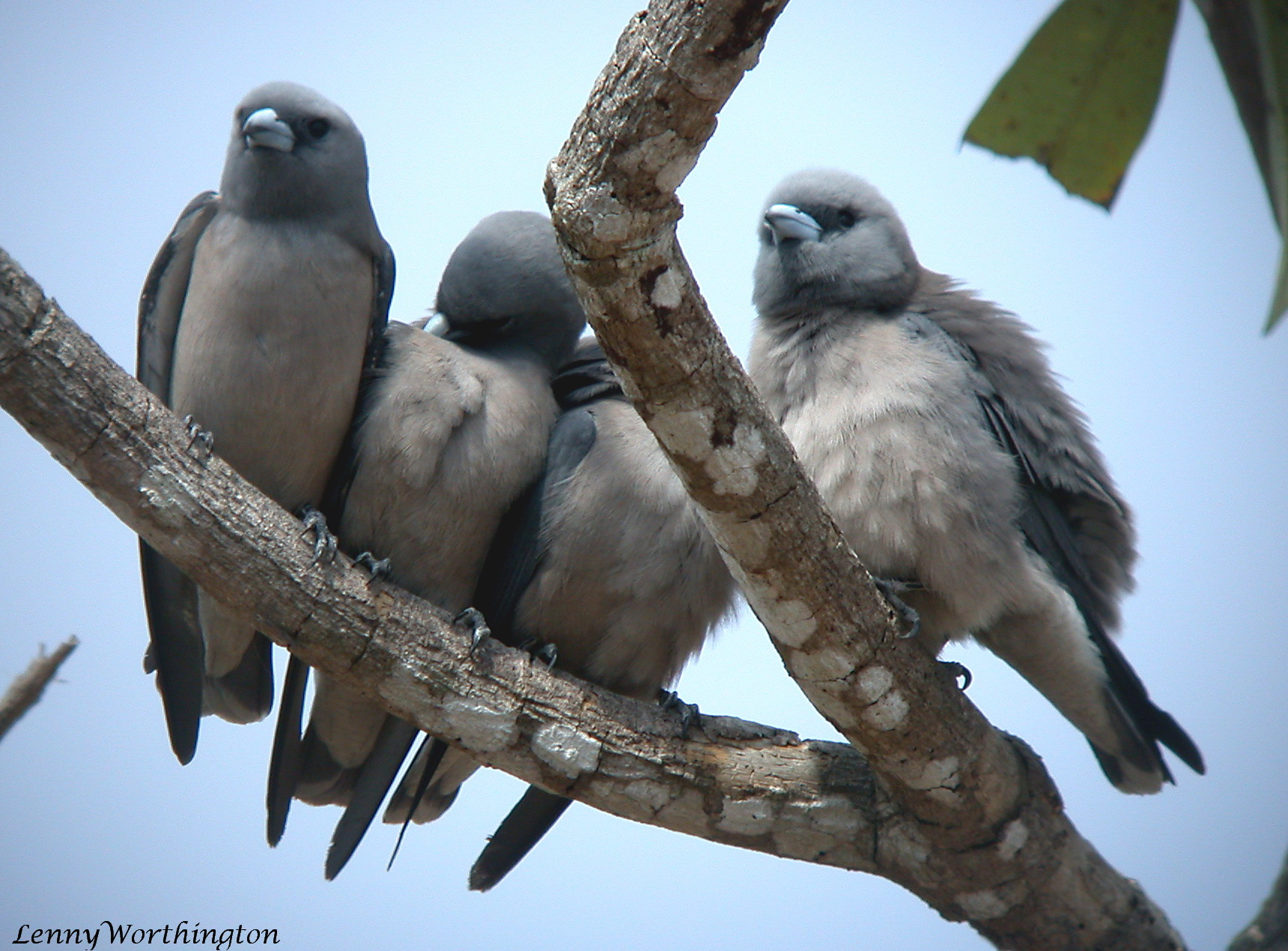
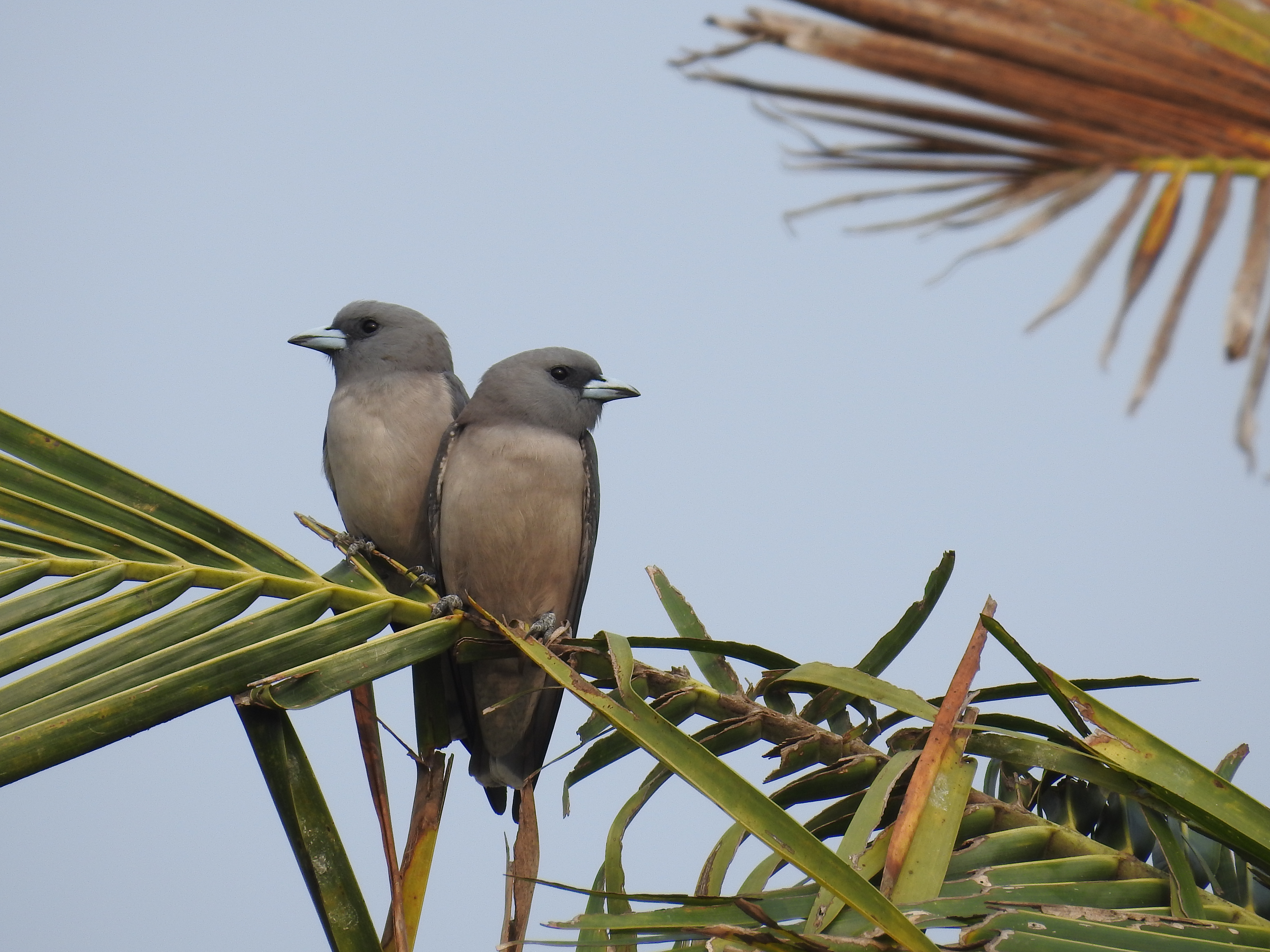